# Diplocephalus semiglobosus
Diplocephalus semiglobosus là một loài nhện trong họ Linyphiidae.
Loài này thuộc chi Diplocephalus. Diplocephalus semiglobosus được Johan Peter Westring miêu tả năm 1861.